# Johann Dietrich Heumann

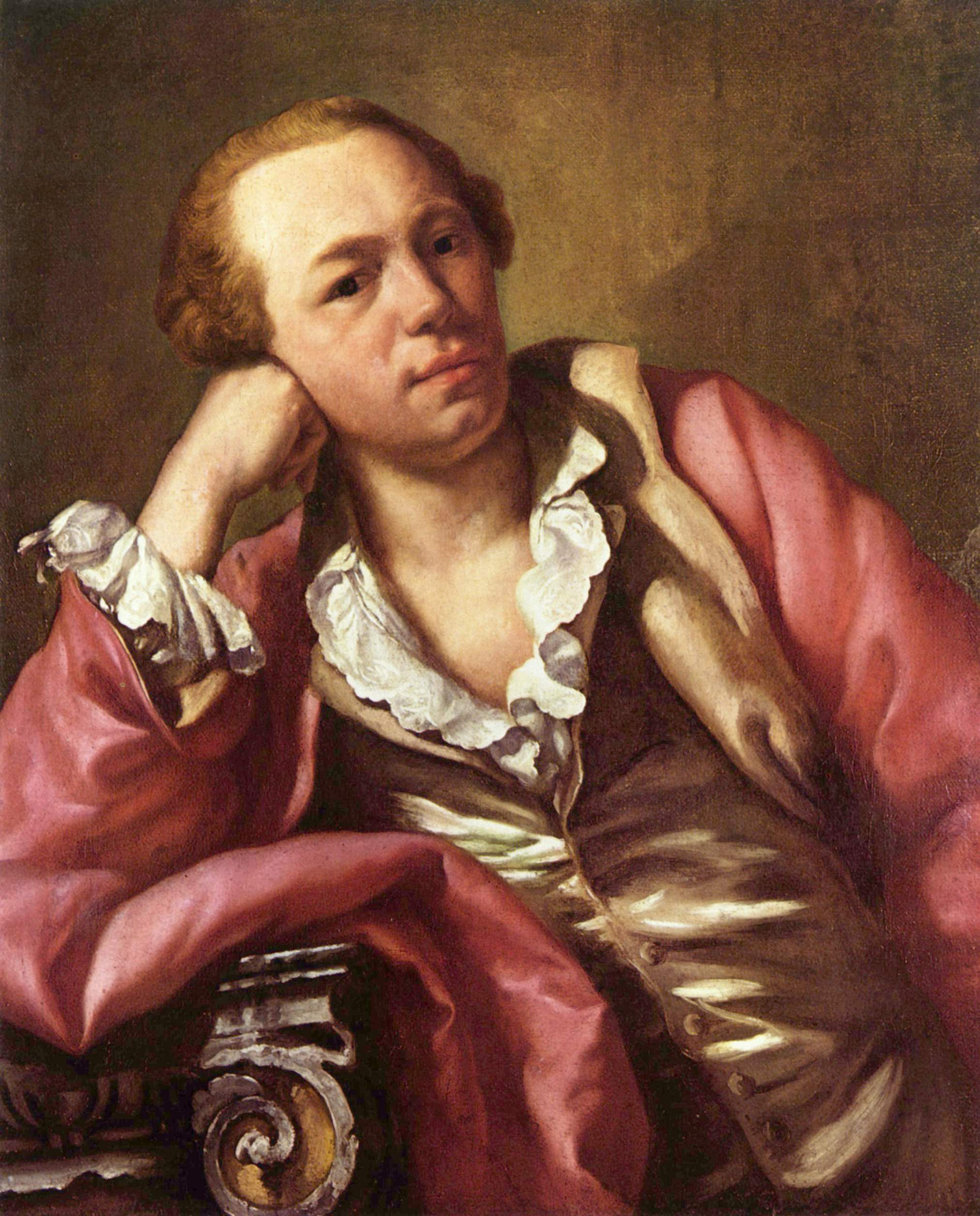
Architektenporträt von Anton Raphael Mengs

Johann Dietrich Heumann (* 1728; † 1774) war ein deutscher Hof-Baumeister.

## Leben
Johann Dietrich Heumann war der Sohn des hannoverschen Hofbaumeisters Johann Paul Heumann. Er studierte von 1747 bis Michaelis 1750 Rechtswissenschaften an der Universität Göttingen und gehörte dort dem Mops-Orden an. 1759 trat er die Nachfolge seines Vaters an.
Sein Sohn war der „Privat-Conducteur“ Paul Ludwig Heumann.

## Werke
- 1759: Kanzelaltarwand der Neustädter Hofkirche in der Calenberger Neustadt, ausgeführt durch Johann Friedrich Blasius Ziesenis[1]
- um 1763: Plan für ein Gutshaus in Flachstöckheim[1]
- 1764–1768: Erneuerung der durch seinen Vater erbauten Schleuse am Ernst-August-Kanal[3]
- 1766: Auftrag von der Hofkammer zur Erforschung der Baugeschichte des Beginenturms in Hannover[1]

## Porträt
Der Maler Anton Raphael Mengs schuf ein Brustbild Heumanns als Ölgemälde, das sich heute im Besitz der Kunsthalle Bremen befindet. Gitta von Chmara gestaltete 1998 eine Filzstiftzeichnung zu diesem Gemälde.